# المجلس التنفيذي لإمارة أبو ظبي
المجلس التنفيذي لإمارة أبوظبي، هو السلطة التنفيذية المحلية لحكومة أبوظبي في إمارة أبوظبي، ويساعد حاكم أبوظبي في تنفيذ المراسيم المحلية والاتحادية وقيادة حكومة أبوظبي.
يعقد المجلس اجتماعات دورية في أبوظبي لمناقشة القضايا والمذكرات المحالة إليه من الدوائر والجهات الحكومية في أبوظبي. غالبًا ما تتعلق هذه المذكرات بتقدم المشاريع التي ترعاها الحكومة، وتطوير الخدمات، ومراجعة الأداء الحكومي وتعيين رؤساء الإدارات أو الوكالات المحلية.
جميع الدوائر الحكومية تابعة للمجلس التنفيذي لإمارة أبوظبي، وتشمل عضوية المجلس التنفيذي في المقام الأول رؤساء الدوائر الحكومية المحلية. اعتبارًا من مارس 2023، يرأس المجلس التنفيذي ولي عهد أبوظبي الشيخ خالد بن محمد آل نهيان.

## تاريخ
تشكل مجلس الوزراء في إمارة أبوظبي في عام 1971 بموجب أحكام القانون رقم (1) بإعادة تنظيم الجهاز الحكومي، وفي عام 1974 تم استبدال القانون المذكور بالقانون رقم (1) الذي ينظم جهاز حكومة أبوظبي، حيث أعيد تسمية "مجلس الوزراء" إلى "مجلس أبوظبي التنفيذي". كان يرأس المجلس التنفيذي منذ عام 2004 حتى مارس 2023 الشيخ محمد بن زايد آل نهيان (رئيس دولة الإمارات العربية المتحدة الحالي وحاكم أبوظبي والقائد الأعلى للقوات المسلحة الإماراتية). وكان أعضاء المجلس من رؤساء دوائر الحكم المحلي وبعض السلطات المحلية وأعضاء آخرين يعينهم الحاكم.
في 13 سبتمبر 2017، تم تعديل المجلس وتعيين أعضاء جدد وهم: الشيخ ذياب بن محمد بن زايد آل نهيان، فلاح الأحبابي، ومحمد خليفة المبارك.
في 21 يناير 2019، وافق رئيس دولة الإمارات العربية المتحدة آنذاك الشيخ خليفة على إعادة التشكيل التي أدت إلى تغيير أعضاء المجلس كما يلي:
- خرج ثلاثة أعضاء من المجلس وهم: اللواء محمد الرميثي ورياض عبدالرحمن المبارك والدكتور علي النعيمي.

- انضم عضوان جديدان: سارة عوض عيسى مسلم (رئيسة دائرة التعليم والمعرفة)؛ واللواء فارس خلف المزروعي (القائد العام الجديد لشرطة أبوظبي).[6]

وفي إطار إعادة الهيكلة، أمر الشيخ محمد بن زايد بإنشاء هيئة فرعية مرتبطة بالمجلس وهي لجنة أبوظبي للتخطيط الاستراتيجي برئاسة الشيخ طحنون بن زايد آل نهيان وأعاد تشكيل اللجنة التنفيذية للمجلس.
في مارس 2023، أعيدت هيكلة المجلس التنفيذي، وأصدر الشيخ محمد بن زايد آل نهيان رئيس الدولة حاكم إمارة أبوظبي مرسوما بتعيين نجله الشيخ خالد بن محمد بن زايد رئيساً للمجلس وإضافة أعضاء جدد إلى المجلس لتمثيل مختلف الدوائر الحكومية والاضطلاع بمسؤوليات إضافية.
وفي مايو 2023، أعلن المجلس التنفيذي الذي أعيد هيكلته حديثاً بقيادة الشيخ خالد بن محمد آل نهيان عن أكبر تخصيص لميزانية الإسكان بقيمة 23 مليار دولار لبناء 76 ألف منزل عام داخل الإمارة.

## التنظيم والسلطة
المجلس التنفيذي لإمارة أبو ظبي هو الجهاز الإداري الرئيسي لحكومة أبوظبي، وهو مسؤول عن الإشراف على جميع الإدارات والوكالات والمنظمات الحكومية المحلية في إمارة أبوظبي. يرأس المجلس التنفيذي لإمارة أبو ظبي رئيس المجلس، الذي غالباً ما يكون ولي عهد أبو ظبي، ويتمتع بسلطة اتخاذ القرار بشأن الأولويات والاستراتيجية الحكومية والميزانية المالية بما يتماشى في كثير من الأحيان مع توصيات وتوجيهات حاكم أبو ظبي.

## أعضاء المجلس التنفيذي
أعيدت هيكلة المجلس التنفيذي في مارس 2023، ويضم حاليا كل من:
- الشيخ محمد بن زايد آل نهيان (حاكم أبوظبي)
- الشيخ خالد بن محمد آل نهيان (ولي عهد أبوظبي ورئيس مكتب أبوظبي التنفيذي)
- الشيخ طحنون بن زايد آل نهيان.
- الشيخ هزاع بن زايد آل نهيان (نائب رئيس المجلس التنفيذي)
- الشيخ حامد بن زايد آل نهيان
- الشيخ ذياب بن محمد بن زايد آل نهيان (رئيس ديوان ولي عهد أبوظبي)
- الشيخ محمد بن خليفة بن زايد آل نهيان
- الشيخ سلطان بن طحنون آل نهيان
- خلدون خليفة المبارك (رئيس جهاز الشؤون التنفيذية)
- محمد خليفة المبارك (رئيس دائرة الثقافة والسياحة)
- مغير خميس الخييلي (رئيس دائرة تنمية المجتمع)
- أحمد مبارك المزروعي (الأمين العام للمجلس التنفيذي)
- جاسم محمد بوعتبة الزعابي (رئيس دائرة المالية)
- عويضة مرشد المرر (رئيس دائرة الطاقة)
- عبدالله بن محمد بن بطي آل حامد (رئيس دائرة الصحة)
- فلاح محمد الأحبابي (رئيس دائرة البلديات والنقل)
- محمد علي الشرفاء الحمادي (رئيس دائرة التنمية الاقتصادية)
- سارة عوض عيسى مسلم (رئيس دائرة التعليم والمعرفة).

## وصلات خارجية
- الموقع الرسمي للأمانة العامة للمجلس التنفيذي لإمارة أبوظبي